# Президент Мадагаскару
Президент Республіки Мадагаскар — найвища посадова особа держави Мадагаскар. Зосереджує в своїх руках і представницьку і виконавчу влади. Обирається на всенародних виборах строком на 5 років.

## Перелік президентів Республіки Мадагаскар
- 1960—1972 — Філібер Ціранана
- 1972—1975 — Габріель Рамананцуа
- 1975 — Рішар Рацімандрава
- 1975—1993 — Дідьє Рацірака
- 1993—1996 — Альберт Зафі
- 1996—1997 — Норберт Рацірахонана
- 1997—2002 — Дідьє Рацірака
- 2002—2009 — Марк Раваломанана
- 2009 — Ілоен Рамагар
- 2009—2014 — Анрі Радзуеліна
- 2014 — 7 вересня 2018 — Ері Радзаунарімампіаніна
- 7.9.2018 — 19 січня 2019 — в.о. Ріво Ракотовао
- 19.1.2019 — і нині — Анрі Радзуеліна (вдруге)